# Freedom (Town, Outagamie County)
Die Town of Freedom ist eine von 20 Towns im Outagamie County im US-amerikanischen Bundesstaat Wisconsin. Im Jahr 2010 hatte die Town of Freedom 5842 Einwohner.
Town hat in Wisconsin eine grundlegend andere Bedeutung, als im übrigen englischsprachigen Bereich. Vielmehr entspricht sie den in den anderen US-Bundesstaaten üblichen Townships, die nach dem County die nächstkleinere Verwaltungseinheit bilden.
Die Town of Freedom liegt in der Fox Cities genannten Metropolregion.

## Geografie
Die Town of Freedom liegt im Osten Wisconsins, im nordöstlichen Vorortbereich der Stadt Appleton und wenige Kilometer nördlich des Fox River, der rund 30 km nordöstlich in die Green Bay des Michigansees mündet.
Die geografischen Koordinaten des Zentrums der Town of Freedom sind 44°22′29″ nördlicher Breite und 88°18′42″ westlicher Länge. Sie erstreckt sich über eine Fläche von 92,6 km². 
Die Town of Freedom liegt im südöstlichen Zentrum des Outagamie County und grenzt an folgende Nachbartowns:
| Town of Black Creek                  | Town of Osborn                              | Town of Oneida   |
| Town of Center                       | Kompassrose, die auf Nachbargemeinden zeigt | Town of Kaukauna |
| City of Appleton Town of Grand Chute | Town of Vandenbroek                         |                  |

## Verkehr
Der Wisconsin State Highway 55 verläuft in Nord-Süd-Richtung durch das Gebiet der Town of Freedom. Weiterhin verlaufen hier noch die County Highways C, E, J, N und S. Alle weiteren Straßen sind untergeordnete Landstraßen,  teils unbefestigte Fahrwege sowie innerörtliche Verbindungsstraßen.
Der Outagamie County Regional Airport bei Appleton befindet sich rund 30 südwestlich, der Austin Straubel International Airport von Green Bay liegt rund 20 km nordöstlich.

## Ortschaften in der Town of Freedom

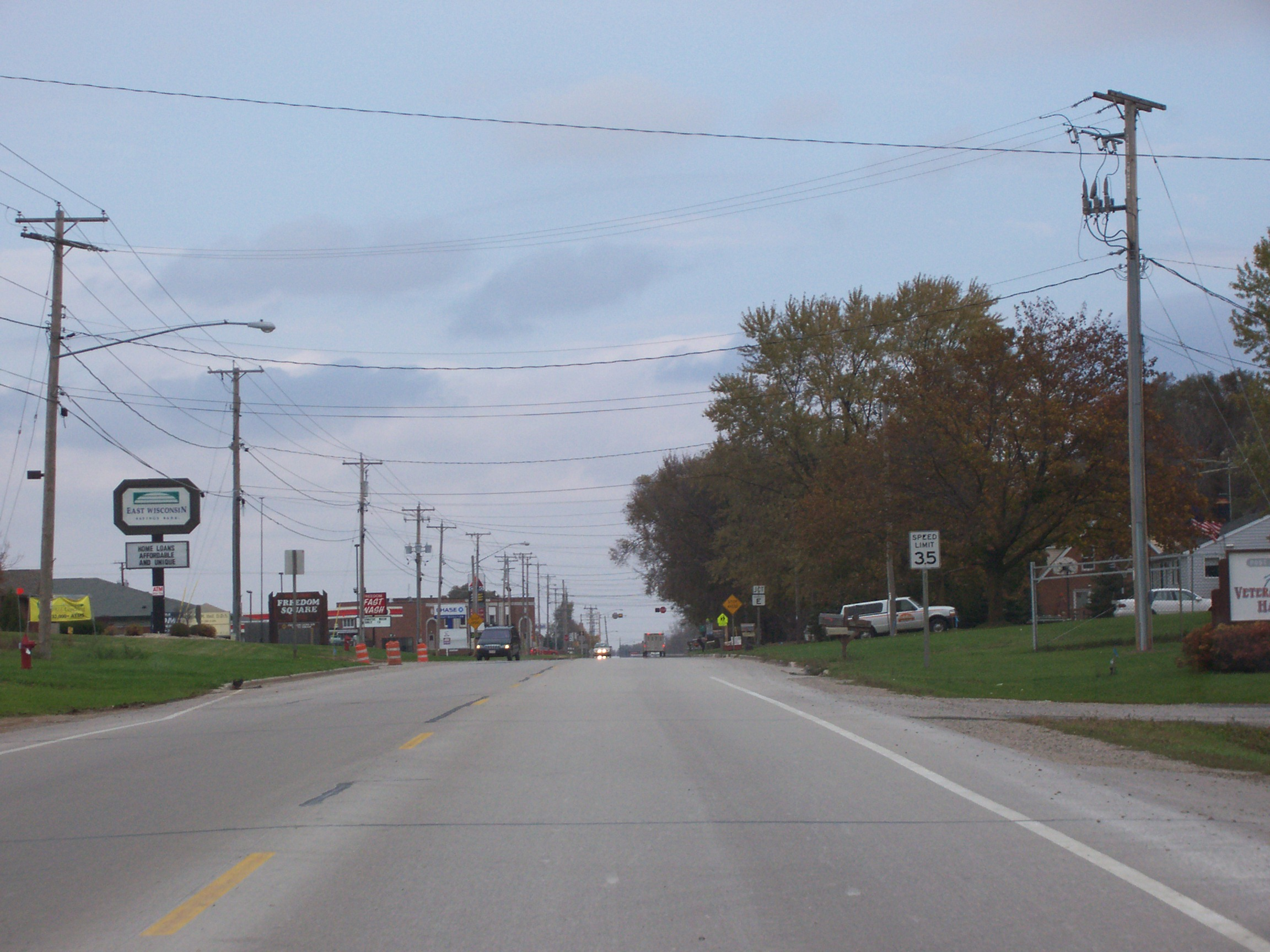
Die Siedlung Freedom in der Town of Freedom

Neben Streubesiedlung existieren in der Town of Freedom folgende gemeindefreie Siedlungen:
- Five Corners
- Freedom
- Murphy Corner

## Bevölkerung
Nach der Volkszählung im Jahr 2010 lebten in der Town of Freedom 5842 Menschen in 2124 Haushalten. Die Bevölkerungsdichte betrug 63,1 Einwohner pro Quadratkilometer. In den 2124 Haushalten lebten statistisch je 2,75 Personen. 
Ethnisch betrachtet setzte sich die Bevölkerung zusammen aus 97,9 Prozent Weißen, 0,1 Prozent Afroamerikanern, 0,7 Prozent amerikanischen Ureinwohnern, 0,2 Prozent Asiaten sowie 0,5 Prozent aus anderen ethnischen Gruppen; 0,7 Prozent stammten von zwei oder mehr Ethnien ab. Unabhängig von der ethnischen Zugehörigkeit waren 1,6 Prozent der Bevölkerung spanischer oder lateinamerikanischer Abstammung. 
28,8 Prozent der Bevölkerung waren unter 18 Jahre alt, 61,9 Prozent waren zwischen 18 und 64 und 9,3 Prozent waren 65 Jahre oder älter. 49,2 Prozent der Bevölkerung war weiblich.
Das mittlere jährliche Einkommen eines Haushalts lag bei 71.746 USD. Das Pro-Kopf-Einkommen betrug 27.249 USD. 2,9 Prozent der Einwohner lebten unterhalb der Armutsgrenze.